# Kulithalai
Kulithalai è una suddivisione dell'India, classificata come municipality, di 26.152 abitanti, situata nel distretto di Karur, nello stato federato del Tamil Nadu. In base al numero di abitanti la città rientra nella classe III (da 20.000 a 49.999 persone).

## Geografia fisica
La città è situata a 10° 55' 0 N e 78° 25' 0 E e ha un'altitudine di 85 m s.l.m..

## Società

### Evoluzione demografica
Al censimento del 2001 la popolazione di Kulithalai assommava a 26.152 persone, delle quali 13.176 maschi e 12.976 femmine. I bambini di età inferiore o uguale ai sei anni assommavano a 2.594, dei quali 1.351 maschi e 1.243 femmine. Infine, coloro che erano in grado di saper almeno leggere e scrivere erano 20.526, dei quali 11.054 maschi e 9.472 femmine.